# أريغارون بدخشاني
أريغارون بدخشاني (الاسم العلمي:Erigeron badachschanicus) هو نوع من النباتات يتبع جنس الأريغارون من الفصيلة النجمية.